# Holotrichia oblita
Holotrichia oblita är en skalbaggsart som beskrevs av Franz Faldermann 1835. Holotrichia oblita ingår i släktet Holotrichia och familjen Melolonthidae. Inga underarter finns listade i Catalogue of Life.